# 提舉
提舉，简称仓司，中國古代官職之一，提舉是指管理的意思。
提举最早始於汉朝耿寿昌設常平倉，用來管理倉庫。宋代主管专门事务如常平司的免役、市易的官職，多以提举命名，例如：“提举常平”、“提举市舶”、“提举学事”；另有“提举宫观”或“提点宫观官”之名，如“提舉太平興國宮”，是一閒職，只領薪俸而不管事，算是給一些老病官員的待遇。元朝沿用提舉一名，劉伯溫曾任浙江提舉。在清朝，此官職配置於地方之課稅部門，品等為從五品。例如設置鹽課司之提舉，其主要任務即徵收鹽稅及兌解相關業務。而課徵對象為鹽場。1910年代，清朝滅亡後，該官職廢除。